# Marbach (Neuburg an der Kammel)
Marbach ist ein Ortsteil des Marktes Neuburg an der Kammel im schwäbischen Landkreis Günzburg in Bayern.

## Lage
Die Einöde liegt im Tal des Haselbachs, circa vier Kilometer südöstlich von Neuburg und zwei Kilometer südlich von Edelstetten.

## Geschichte
Um 1895 bestand Marbach aus zwei Höfen und gehörte als eingepfarrter Ort zur politischen Gemeinde Edelstetten.
1978 wurde es im Zuge der Gemeindegebietsreform zusammen mit Edelstetten nach Neuburg eingegliedert.